# Juan Luis Mora Palacios
Juan Luis Mora (Aranjuez (Madrid), 12 de juliol de 1973) és un porter de futbol professional, ja retirat.

## Trajectòria
Mora va debutar a l'Oviedo B, per després passar al primer equip de l'Oviedo, i posteriorment anar a l'Espanyol. D'aquí passà al Xerez CD, Llevant - on va viure la seua millor època amb l'ascens a primera - i després que l'equip baixés a segona, va decidir fitxar pel València Club de Futbol com a tercer porter.